# きなこ棒

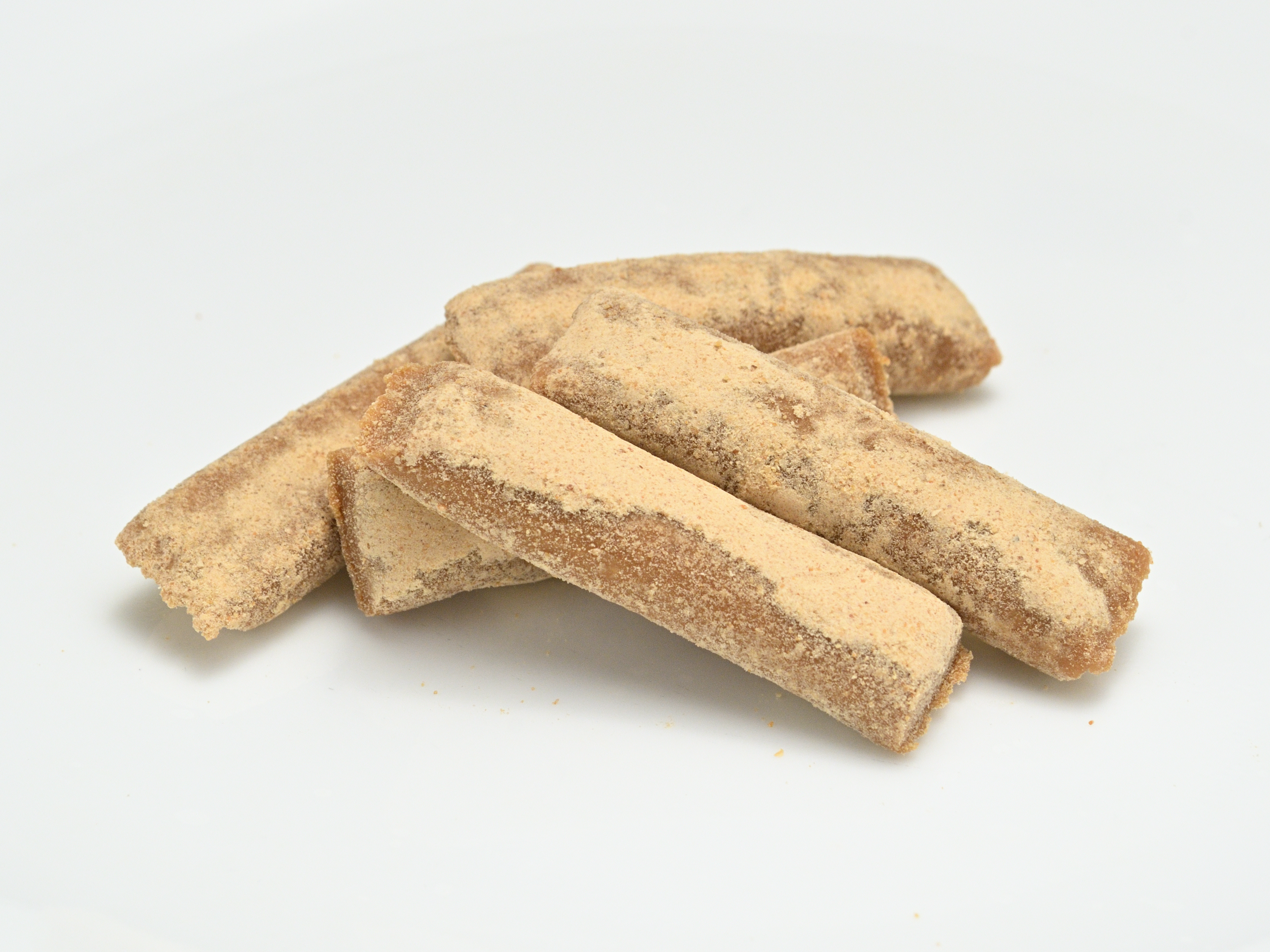
きなこ棒の参考画像

きなこ棒（きなこぼう）とは、砂糖や水飴などを練り合わせて棒状にした生地にきな粉をまぶした、昔ながらの駄菓子である。

## 種類
市販品は、おもに以下の2つに分けられる。
当たり付ききなこ棒
中心を爪楊枝などに刺された形で、未包装のきなこ棒が箱の中にいくつも入っている。食べた後に残る爪楊枝の先端には食紅で染められた当たりの印が入っていることがあり、駄菓子屋ではそれを店員に見せるともう1本をもらえる。
当たりなしきなこ棒
中心を爪楊枝などで刺されておらず、きなこ棒自体がいくつもまとめて一袋に包装されている。
上記のほかに生地をねじった形状のものも市販されているが、こちらはきなこねじりに近いものである。

## 作り方
基本的な材料が家庭でも入手しやすく作りやすいため、インターネット上には個人による作り方だけでなく、企業による作り方も公開されている。

## きなこ飴
きなこ飴（きな粉と黒みつを練り合わせた飴）は、きなこ棒がルーツになっているといわれる。